# Бен Корбетт
Бен Корбетт (6 лютого 1892 – 19 травня 1961) - американський кіноактор.   Протягом 1915 - 1956 рр. він знявся у 283 фільмах. Бен Корбетт народився в місті Гадсон, штат Іллінойс Він помер у Голлівуді у віці 69 років.

## Вибрана фільмографія
- Lightning Bryce (1919)
- На дикому заході (1920)
- Fight It Out (1920)
- The Man with the Punch (1920)
- The Trail of the Hound (1920)
- Kickaroo (1921)
- The Fightin' Fury (1921)
- The Cactus Kid (1921)
- Who Was the Man? (1921)
- Lure of the Gold (1922)
- Don Quickshot of the Rio Grande (1923)
- The Red Warning (1923)
- The Riddle Rider (1924)
- The Man from Wyoming (1924)
- Примарний вершник (1924)
- The Law of the Snow Country (1926)
- The Red Raiders (1927)
- The Man from Hard Pan (1927)
- The Black Ace (1928)
- The Bronc Stomper (1928)
- The Boss of Rustler's Roost (1928)
- Put 'Em Up (1928)
- .45 Calibre War (1929)
- Men Without Law (1930)
- The Lonesome Trail (1930)
- Breed of the West (1930)
- The Kid from Arizona (1931)
- Wild West Whoopee (1931)
- The Hawk (1931)
- The Law of the Tong (1931)
- West of Cheyenne (1931)
- The Texas Tornado (1932)
- 45 Calibre Echo (1932)
- Guns for Hire (1932)
- Trouble Busters (1933)
- Fighting Through (1934)
- Border Vengeance (1935)
- Empty Saddles (1936)
- Gun Smoke (1936)
- It Happened Out West (1937)
- Texas Trail (1937)
- Six-Gun Trail (1938)
- Lawless Valley (1938)
- Шериф, який стріляє шість раз (1938)
- The Fighting Renegade (1939)
- Thank Your Lucky Stars (1943)
- Законники (1944)
- Партнери за обставинами (1944)

## Зовнішні посилання
- Ben Corbett на сайті IMDb (англ.)